# 葭原町
葭原町（よしはらちょう）は、愛知県名古屋市西区の地名。現在の名西二丁目の一部に存在した。

## 地理
町域の西側を東芝名古屋工場が占めていた。

## 歴史

### 町名・町界の変遷
- 1932年（昭和7年）5月1日 - 西区押切町・児玉町・北押切町の各一部により、同区葭原町として成立[3]。
- 1947年（昭和22年）9月1日 - 一部が児玉町に編入される[3]。
- 1983年（昭和58年）8月28日 - 一部が児玉二丁目および児玉三丁目に編入される[3]。
- 1994年（平成6年）2月14日 - 住居表示に伴い、名西二丁目の一部となる[2]。